# Peetri (Rae)
Peetri (lub Peetriküla w języku mówionym) – miasteczko w gminie Rae, okręg Harju, Estonia. Graniczy z miastem Tallinn.
Peetri jest największym osiedlem w Estonii mającym status wsi. Zgodnie z oficjalnym spisem ludności, Peetri posiada 2 686 mieszkańców (na dzień 1 stycznia 2011). Zgodnie z przypuszczeniami / oszacowaniami faktyczne zaludnienie wynosi 3 700 – 4 000 osób.
Jest tu ponad 500 zamieszkanych budynków, łącznie z kilkoma zespołami budynków (apartamenty). Jesienią 2009 roku zakończono budowę przedszkola, szkoły podstawowej z salą sportową, stadionu oraz biblioteki publicznej.
Znacząca część wsi usytuowana jest na zachód od autostrady E263 Tallinn – Tartu – Võru – Luhamaa, częścią wsi jest również Mõigu na wschód od autostrady. Powierzchnia Peetri wynosi 4.69 km², gęstość zaludnienia (rzeczywista) przekracza 800 osób na km kw.
Peetri po raz pierwszy wspomniana została w źródłach pisanych w 1631 (pod nazwą Petriküll) w związku z transakcją dotyczącą nieruchomości na dworze Mõigu. Najstarszym zachowanym budynkiem w Peetri jest młyn wiatrowy (1868), gdzie obecnie mieści się „Restauracja w starym młynie”.
| Rok                | 1959 | 1970 | 1979 | 1989 | 1996 | 2003 | 2008  | 2009  | 2010  | 2011  |
| ------------------ | ---- | ---- | ---- | ---- | ---- | ---- | ----- | ----- | ----- | ----- |
| Liczba mieszkańców | 134  | 165  | 191  | 599  | 661  | 702  | 1 537 | 1 956 | 2 407 | 2 686 |